# Lucrezia Tornabuoni
Lucrezia Tornabuoni (n. 22 iunie 1427, Florența, Republica Florentină – d. 28 martie 1482, Florența, Republica Florentină) a fost fiica lui Francesco di Simone Tornabuoni și a soției sale, Nanna di Niccolo di Luigi Guicciardini.
În anul 1444, Lucrezia s-a căsătorit cu Piero di Cosimo de' Medici, fiul lui Cosimo de' Medici, un bancher bogat din Florența. Familia Tornabuoni trăia în exil iar Cosmio i-a ajutat să se reîntoarcă în Florența.

## Căsătoria și copii
Piero și Lucrezia au avut împreună șase copii, dar doi dintre ei au murit la naștere. Copii care au supraviețuit sunt:
- Bianca de' Medici (1445–1505), căsătorită cu Guglielmo de' Pazzi, a fost mamă a 15 copii.
- Lucrezia de' Medici (1448–1493), căsătorită cu Bernardo Rucellai. Este cunoscută și ca Nannina.
- Lorenzo de' Medici (1449–1492), Signore de Florence, s-a căsătorit cu Clarice Orsini.
- Giuliano de' Medici (1453–1478), tatăl Papei Clement al VII-lea.
- Maria de' Medici (1455-1479), mama cardinalului Luigi de' Rossi.
- Doi gemeni de sex masculin, care au murit la scurt timp după naștere.

Lucrezia a fost o femeie înțeleaptă și tolerantă. A acceptat să o crească pe Maria, fiica nelegitimă a lui Piero, împreună cu proprii ei copii.
Lucrezia și Piero s-au asigurat că aceștia primesc o educație bună în cultură, arte plastice și pictură și s-au angajat să fie educați în filzofie, contabilitate și politică.
Lucrezia și Piero voiau să fie acceptați și în afara Florenței, în special în Roma. Pentru a îmbunătăți starea socială a familiei, Lucrezia a aranjat o căsătorie pentru fiul ei, Lorenzo, cu Clarice Orsini. Zestrea fetei a fost de 6.000 de florentini.

## Cultura
Lucrezia a scris sonete, pe care le citea faimoșilor poeți, comparându-și propria artă cu a lor. Nimeni nu știe data reală când acestea au fost scrise. Cinci dintre ele sunt cu temă religioasă (povești sacre), opt imnuri și un cântec inspirat din creațiile artiștilor. A scris povești despre Esther, Susanna, Tobias, Ioan Botezătorul și Iuda.

## Viața politică
Alături de soțul ei, Lucrezia a ajutat la crearea unor punți de legătură între familia soțului ei și nobilime.
Piero a murit în 1469 de gută și boală la plămâni. După moartea sa, ea a obținut mai multă libertate și a cumpărat bunuri imobiliare, atât în Florența cât și la Pisa.
Lucrezia a murit în 1482 la vârsta de 54 de ani.